# 卢赫区
卢赫区（俄语：Лухский район）是俄罗斯联邦伊万诺沃州下辖的一个区，其行政中心为卢赫。据2016年统计，该区的人口为8470人。